# Putzbrunner Straße
Die Putzbrunner Straße ist eine Innerorts- und Ein- und Ausfallstraße im Stadtbezirk Ramersdorf-Perlach (Nr. 16) von München.

## Verlauf
Die Straße beginnt in Fortsetzung der Ottobrunner Straße nach Süden versetzt am Pfanzeltplatz im Zentrum von Altperlach und führt vom Perlacher Zentrum nach Osten/Südosten nach Neuperlach-Süd. Unter der nach Süden abzweigenden Therese-Giehse-Allee liegt der U-Bahnhof Therese-Giehse-Allee der U-Bahn-Linie 5. Von der Kreuzung mit der Fritz-Erler-Straße/Carl-Wery-Straße an nach Osten ist sie als Staatsstraße 2079 klassifiziert. Sie passiert den Karl-Marx-Ring als eine der Hauptachsen von Neuperlach sowie die München Klinik Neuperlach und die gegenüber liegende Feuerwache 9 der Feuerwehr München und führt weiter durch Waldperlach mit dem Kosegartenplatz und dem nach Süden abzweigenden Waldheimplatz mit der Gaststätte Leiberheim am diesen südlich fortsetzenden Nixenweg an der Stadtgrenze zu Neubiberg. Kurz vor der Stadtgrenze zu Putzbrunn liegt an der Südseite der Straße die Bruder-Klaus-Kirche. Beim Putzbrunner Ortsteil Oedenstockach geht die Straße in die Münchner Straße in Putzbrunn über.

## Öffentlicher Verkehr
Omnibusverkehr der MVG; Erschließung durch den U-Bahnhof Therese-Giehse-Allee.

## Namensgeber
Die Straße ist nach der Gemeinde  Putzbrunn benannt, zu der sie führt.

## Charakteristik
Die Straße verbindet die Ortsteile Altperlach, Neuperlach-Süd und Waldperlach. An ihr liegen mit der Europaschule (Nr. 58), dem Klinikum und der Feuerwache 9 wichtige Bildungs-, Infrastruktur- und Sozialeinrichtungen, in der Nähe auch das Sozialzentrum der Arbeiterwohlfahrt am Plievierpark. Sie ist die kürzeste Verbindung vom Stadtzentrum nach Putzbrunn und Grasbrunn, die allerdings über die Bundesautobahn 94 und die Bundesautobahn 99 schneller erreicht werden.

## Denkmalgeschützte Bauwerke

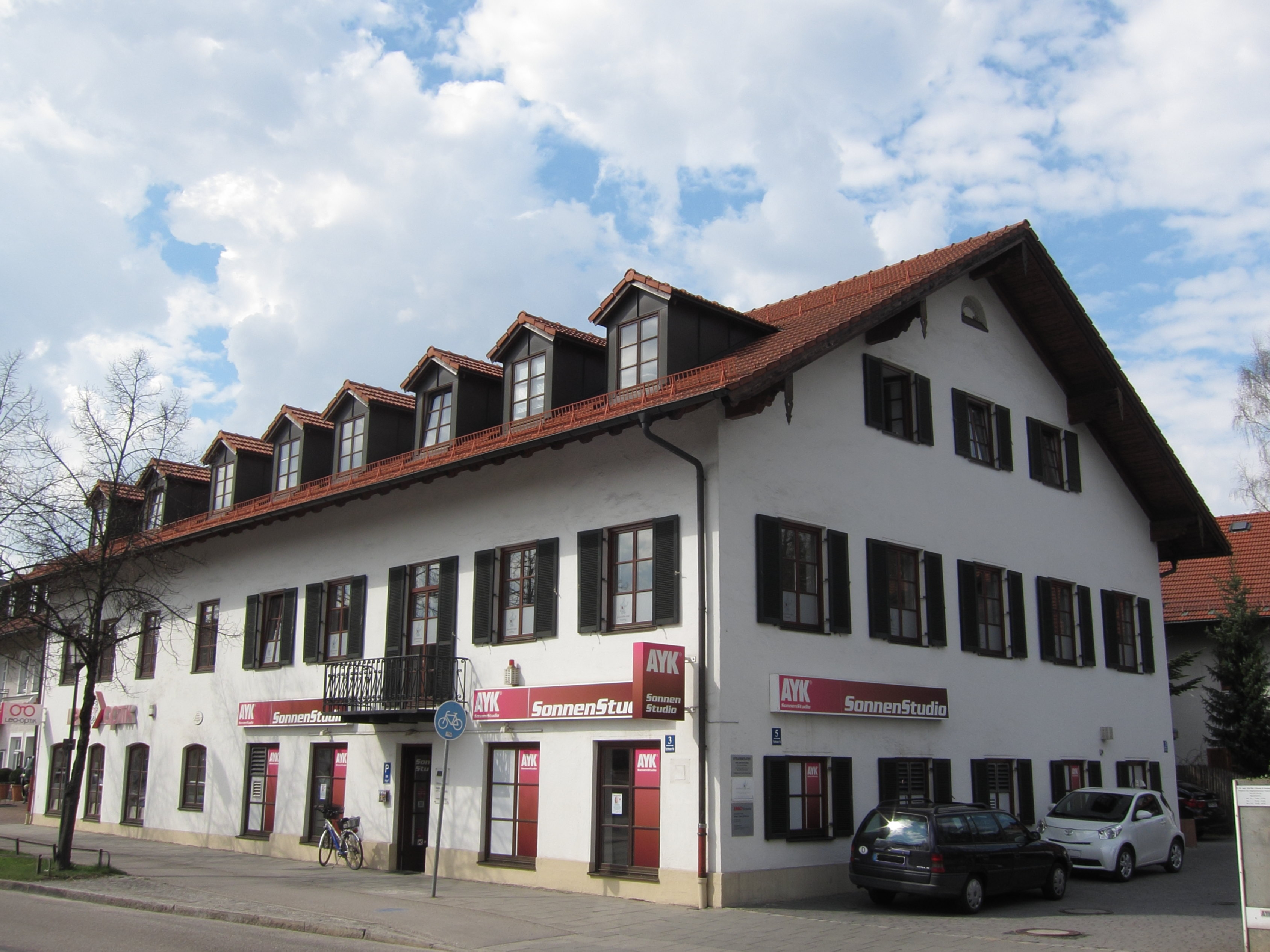
Bauernhaus Hausnr. 3

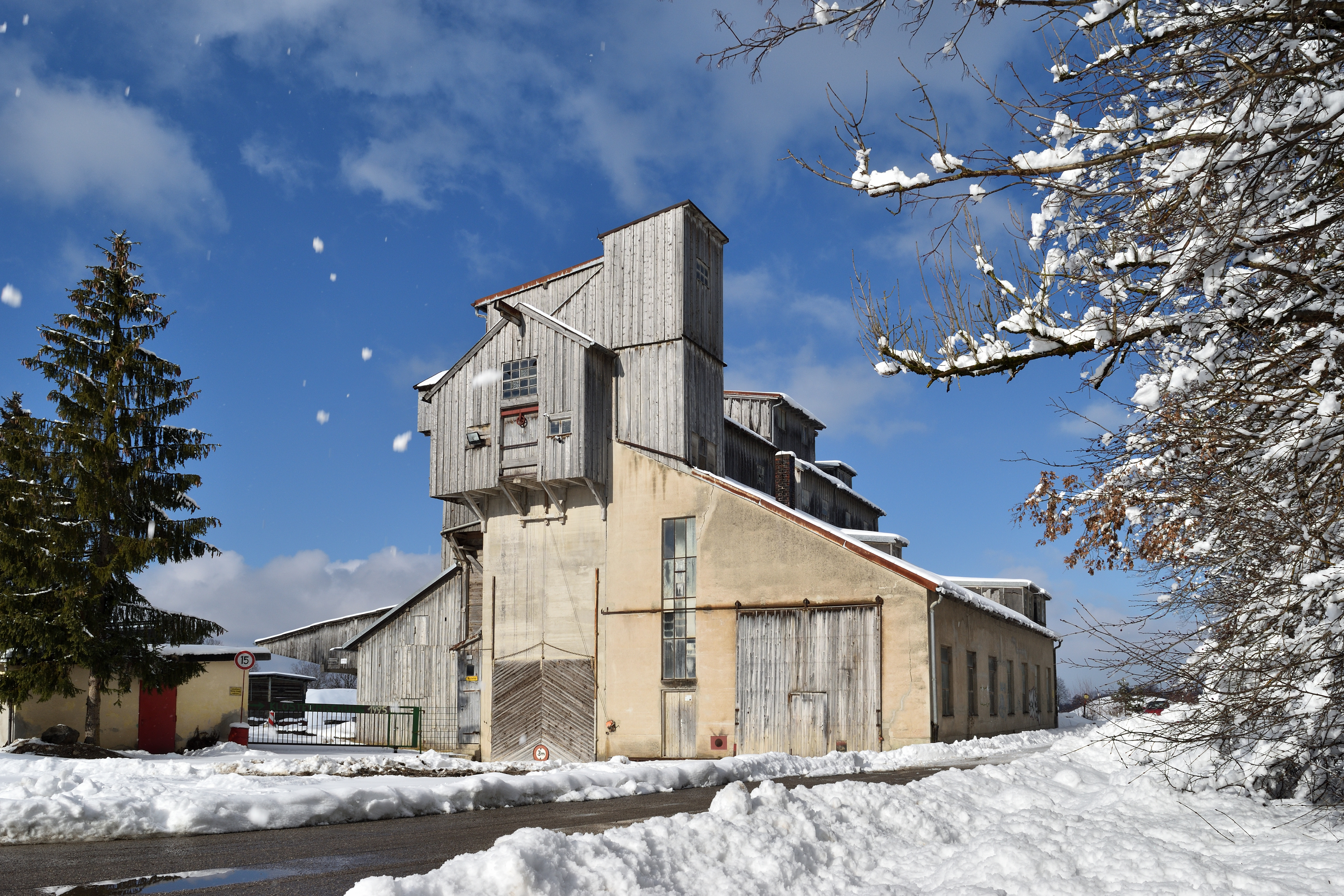
Kiessieb- und -quetschwerk

- Haus Nr. 3: Bauernhaus, zweigeschossiger, traufseitiger Satteldachbau, 1879 (Denkmalliste Nr. D-1-62-000-5635)
- Haus Nr. 4: Bauernhaus, zweigeschossiger, giebelständiger Satteldachbau, bezeichnet 1872 und Renovierung 1934 (Denkmalliste Nr. D-1-62-000-5636)
- Friedhof Perlach (Nr. 51), 1902 angelegt (Denkmalliste Nr. D-1-62-000-5637)
- Kiessieb- und Kiesquetschwerk (Nr. 193) (Denkmalliste Nr. D-1-62-000-8569)
- Pfarrzentrum St. Bruder Klaus (Nr. 270/272/274), 1966 bis 1969 (Denkmalliste Nr. D-1-62-000-9136)

Unter Ensembleschutz steht der Ortskern Perlach um den Pfanzeltplatz (Denkmalliste Nr. D-1-62-000-52).

## Markante Gebäude

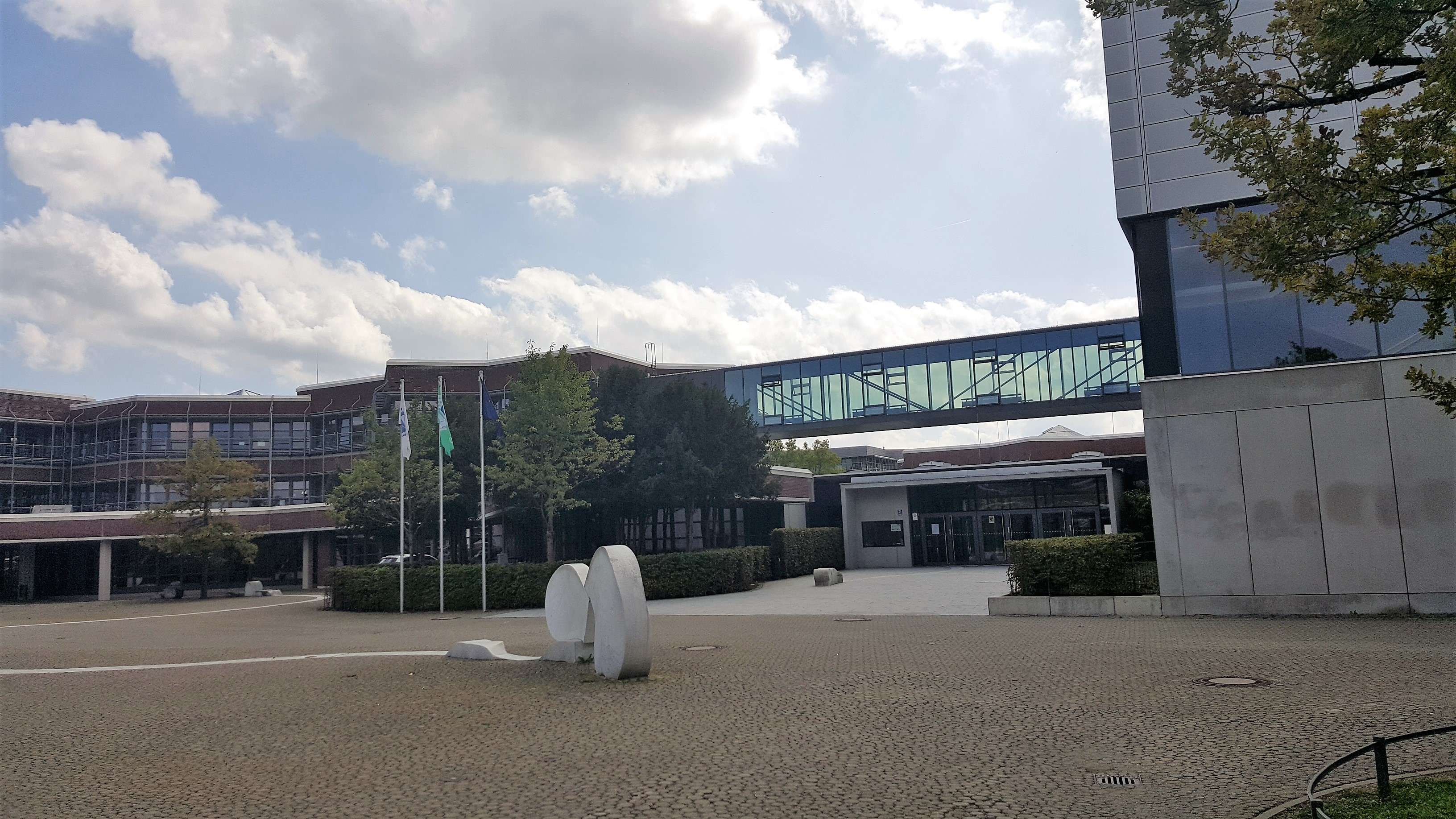
Europäische Schule

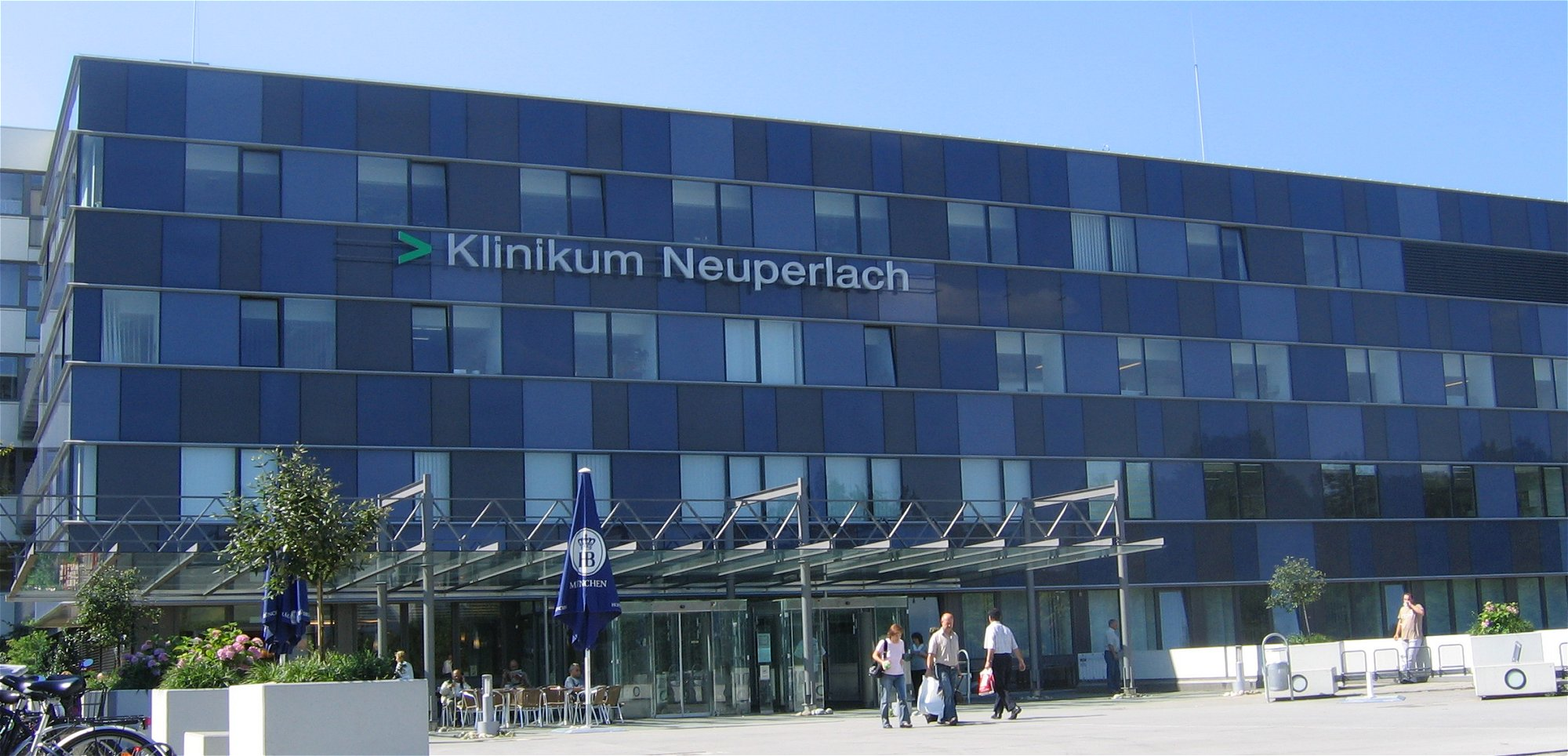
München Klinik Neuperlach (Aufnahme 2008)

- Europäische Schule München (Anschrift: Elise-Aulinger-Straße 21, 81739 München)
- München Klinik Neuperlach

### Kirchen

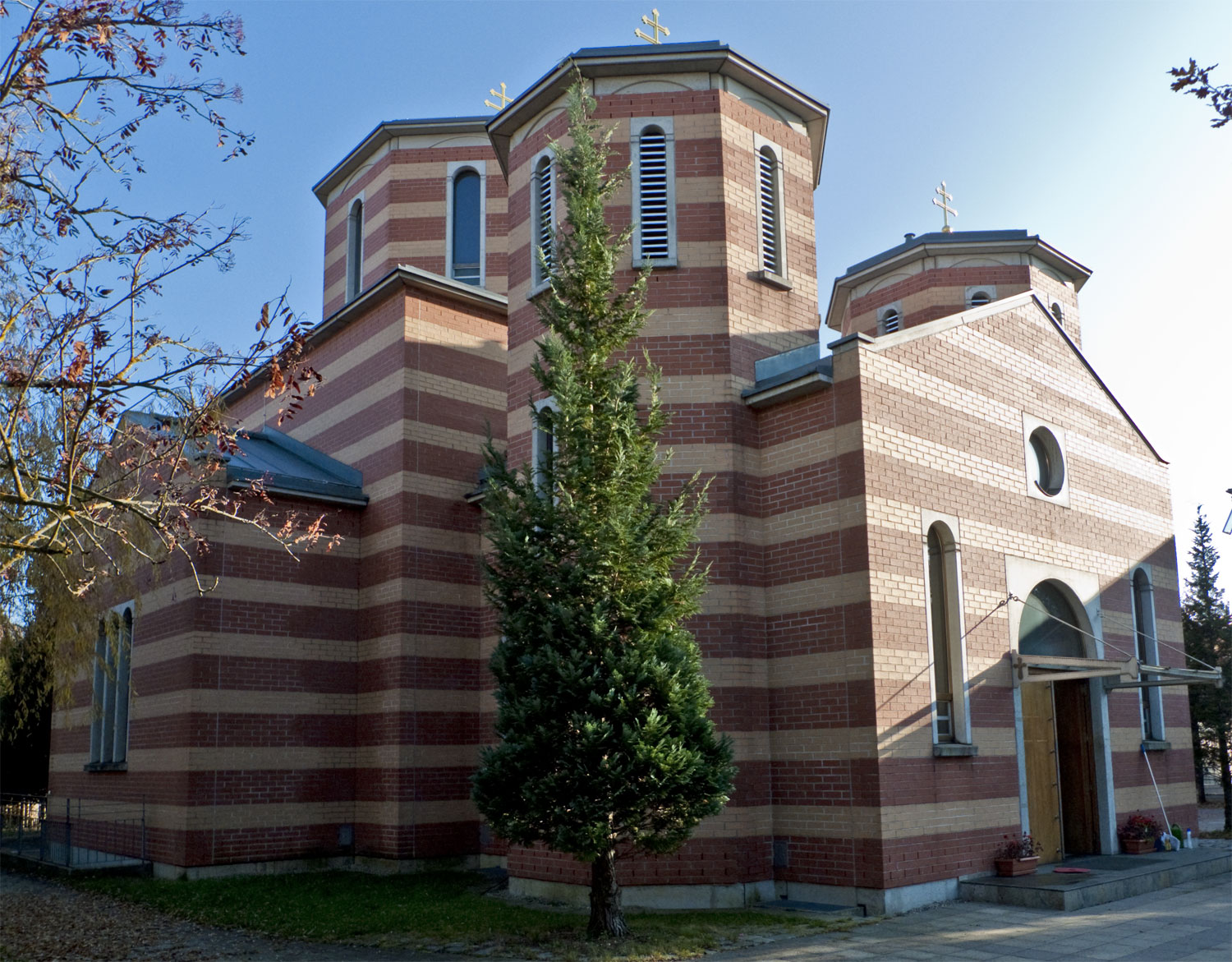
Heiliger Märtyrerkönig Jovan Vladimir

- Heiliger Märtyrerkönig Jovan Vladimir (serbisch-orthodox), Putzbrunner Straße 49
- Bruder-Klaus-Kirche, siehe unter denkmalgeschützte Bauwerke